# Castillo de Montjuic (Gerona)
El castillo de Montjuic fue un bastión construido en Gerona, en la montaña de Montjuic, por orden de Felipe IV en 1653, para garantizar la seguridad de los accesos a la llanura de Gerona desde el norte, conjuntamente con cuatro torres de defensa: San Juan, San Daniel, San Narciso y San Luis. Fue acabado en 1675. Es Bien de Interés Cultural desde 1988.
Se encuentra en el punto más elevado de la montaña de Montjuïc, a 219 metros de altitud.

## Arquitectura
La planta general del castillo era cuadrada, con un recinto construido por cuatro baluartes, enlazados con muros de 150 metros de longitud media.

## Historia
Fue de gran utilidad en la llamada Guerra de la Independencia, hasta que finalmente fue abandonado el 11 de junio de 1811, siendo inutilizado en 1814, al final de la guerra, por orden del mariscal Louis Gabriel Suchet, después de haber construido en 1812 la torre Suchet. En 1843, un bombardeo del general Prim la destruyó.